# Neostigmin
Neostigmin är en så kallad acetylkolinesterashämmare, som binder till kolinesteras och på så sätt blockerar för denna för acetylkolin.